# Croton quercetorum
Espèce
Classification APG II (2003)
Croton quercetorum est une espèce de plantes à fleurs du genre Croton et de la famille des Euphorbiaceae, présente au Guatemala.